# Apletodon
Apletodon is een geslacht van straalvinnige vissen uit de familie van schildvissen (Gobiesocidae). Het geslacht is voor het eerst wetenschappelijk beschreven in 1955 door Briggs.

## Soorten
De volgende soorten zijn bij het geslacht ingedeeld:
- Apletodon bacescui (Murgoci, 1940)
- Apletodon barbatus (Fricke, Wirtz & Brito, 2010)
- Apletodon dentatus (Facciolà, 1887)
- Apletodon gabonensis Fricke & Wirtz, 2018
- Apletodon incognitus (Hofrichter & Patzner, 1997)
- Apletodon microcephalus (Brook, 1890)
- Apletodon pellegrini (Chabanaud, 1925)
- Apletodon wirtzi (Fricke, 2007)